# Ложные тритоны

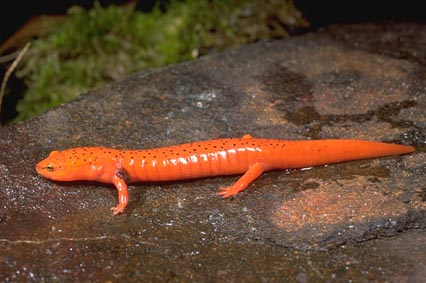
Красный тритон

Ложные тритоны (лат. Pseudotriton) — род хвостатых земноводных из семейства безлёгочных саламандр.

## Внешний вид и строение
Общая длина представителей этого рода колеблется от 7 до 20 см. Голова небольшая, но широкая. Глаза чуть навыкате с горизонтальными зрачками. Туловище крепкое, стройное. Конечности тонкие. Окраска красная или оранжевая с различными оттенками. Часто на спине есть многочисленные чёрные пятна или точки.

## Образ жизни
Любят реки, озёра, ручьи. Встречаются довольно высоко в горах. Активны в сумерках. Ведут полуводный образ жизни. Питаются различными беспозвоночными.
Это яйцекладущие амфибии.

## Распространение
Эндемики востока и юга США. Встречаются от Нью-Йорка на юг до Флориды и на запад до южных Огайо, Кентукки, Теннесси, и восточной Луизианы.

## Виды
Число видов в разных источниках варьирует от трёх до двух. The Amphibian Species of the World lists указывает три вида:
- Pseudotriton diastictus Bishop, 1941
- Ложный тритон[1] (Pseudotriton montanus) Baird, 1850
- Красный тритон[1] (Pseudotriton ruber) (Sonnini de Manoncourt and Latreille, 1801)

Тем не менее, AmphibiaWeb даёт список всего из двух видов, как он считает Pseudotriton diastictus подвидом Pseudotriton montanus. Того же мнения придерживается Международный союз охраны природы.